# 蘇里維里山
15°27′38″S 71°52′5″W / 15.46056°S 71.86806°W
蘇里維里山（Surihuiri），是秘魯的山峰，位於該國南部阿雷基帕大區的卡伊尤馬省，屬於安第斯山脈中奇拉山脈的一部分，處於卡馬納河以北、密斯米雪山和基維查山西北面，海拔高度約5,506米。